# Гольдблюм, Натан
Натан Голдблюм (4 апреля 1920 — 29 июня 2001) — израильский бактериолог, создатель вакцины против полиомиелита в Израиле, лауреат премии Израиля по наукам о жизни (1988).
Устранение полиомиелита с помощью прививки против трёх штаммов полиовируса стало поворотным моментом в развитии медицины. Государство Израиль стало третьей страной в мире после Соединённых Штатов и Дании, которая произвела саму вакцину и обеспечила все потребности своего населения в этой области под руководством профессора Натана Голдблюма.

## Начало жизни
Гольдблюм родился в городе Сосновце, в Польше, в 1920 году, а в 1938 году эмигрировал в Израиль.
Изучал бактериологию в Еврейском университете на горе Скопус. После окончания учёбы в 1943 году начал работу на Исследовательской станции по малярии в Рош-Пине, которую возглавлял профессор Гидеон Марр. Некоторое время Голдблюм замещал Мара в должности руководителя лаборатории, а затем его призвали в британскую армию и он находился в Бирме и на Дальнем Востоке. Возвратившись из армии, Натан Голдблюм начал работу по двум направлениям: уничтожение малярии в еврейских общинах в долине Хула и в арабских деревнях возле болот вокруг озера Хула. Свою докторскую диссертацию он защитил под руководством профессора Шауля Адлера. Когда в конце 1947 года начались военные действия, Гольдблюм присоединился к силам Хаганы в Галилее, а затем служил медиком в Армии обороны Израиля. Гольдблюм был одним из организаторов профилактической медицины в армии и отвечал за борьбу с малярией. Во время войны за независимость он переехал со своей семьёй в Хайфу.

## Борьба с полиомиелитом
Между 1949 и 1951 годами В Израиле разразилась эпидемия полиомиелита, в результате которой погибло много людей, в основном детей. Армия направила Голдблюма в Йельский университет в Соединённых Штатах, где проводились интенсивные исследования полиомиелита. Здесь Натан Голдблюм впервые познакомился с вирусными заболеваниями. Он специализировался в вирусологии, и особенно в изучении полиомиелита, и по возвращении в Израиль был назначен заведующим кафедрой эпидемиологии в Институте военной медицины, вплоть до его передачи в министерство здравоохранения в 1955 году.
В Соединённых Штатах полиомиелитом ежегодно поражались десятки тысяч детей и взрослых, поэтому значительные средства были вложены в подготовку вакцины против вируса полиомиелита, и уже в 1954 году было начато производство вакцины Джонаса Солка, вакцины, содержащей ингаляционный вирус полиомиелита. Израиль столкнулся со многими трудностями при приобретении американской вакцины, и тогда министерство здравоохранения приняло решение отправить доктора Голдблюма в лабораторию доктора Солка в университете Питтсбурга для изучения процесса приготовления вакцины.
В Израиле уровень заболеваемости полиомиелитом составлял 12,8 на 10 000 человек. В 1950 году этой болезнью переболели около 1600 человек. Этот уровень сохранялся вплоть до 1956 года, причём 85-90 % пациентов были детьми в возрасте до 5 лет. В 1955 году появилось несколько сообщений об успехе вакцины Солка и о том, что её применение привело к снижению заболеваемости в Соединённых Штатах. Кроме США производство вакцины было начато также в Дании. Учитывая высокий уровень заболеваемости полиомиелитом в стране, израильское правительство и министерство здравоохранения стремились получить вакцину против этой болезни, но она была недоступна, и Израиль не мог её получить.
Зимой 1955—1956 годов в больнице Цахлон (Даджани) в Яффо была создана лаборатория по разработке вакцины. Перед врачами была поставлена цель изготовить вакцину уже весной 1957 года, чтобы можно было вакцинировать всех детей в возрасте от 6 месяцев до 3 лет. Методы производства были основаны на экспериментах Джонаса Солка. Они в основном включали рост культуры клеток почки обезьяны и уничтожение вируса формалиновой терапией. В 1956 году объём производства достиг 100 литров, а к 1959 году — уже 400 литров. Вакцина прошла все испытания безопасности, требуемые стандартами, действовавшими в то время в Соединённых Штатах. Старшими членами команды, участвующими в подготовке вакцины, были Голдблюм, инженер Джордж Миллер и доктор Тамар Готлиб-Стимацки, которые изучали производство вакцины в лаборатории Джона Франклина Андерса в Бостонской детской больнице. Несмотря на все шаги по обеспечению качества вакцины, учёным и другим лабораторным работникам требовалась редкая смелость профессора Голдблюма, когда он принял решение начать вакцинацию израильских детей. Весной 1955 года в США произошла трагическая авария после инъекции вакцины Солка, произведённой на фармацевтическом заводе Cutter. 100 детей после инъекции этой вакцины скончались. Нетрудно представить тревожное состояние, которое в те дни царило в лаборатории Яффо.
Голдблюм и его коллеги продолжили производство, получив поддержку генерального директора Министерства здравоохранения, профессора Шимона Беттиша, и уже в 1957 году около 60 000 младенцев и детей впервые получили инъекции. Это было огромное достижение для профессора Голдблюма и его друзей, а также для государства Израиль. Новорождённая страна стала третьей страной в мире, победившей эпидемию полиомиелита. В течение нескольких лет небольшая лаборатория в Яффо стала центральной лабораторией Министерства здравоохранения и теперь находится в медицинском центре Шиба в Тель-Хашомере.

## Исследователь, преподаватель и консультант
После исчерпания своих обязанностей в лаборатории Гольдблюм в 1960 году принял предложение поступить в медицинский факультет Еврейского университета, стал директором кафедры вирусологии, а затем стал вице-президентом Университета исследований и разработок. Профессор Голдблюм много исследований, охватывает многие области вирусологии, в том числе исследования вируса западнонильской лихорадки, другие вирусы, передающиеся от насекомых и вирусов должностных лиц группы рака. Он консультировал Всемирную организацию здравоохранения и способствовал его усилиям по развитию научных связей с африканскими государствами и с Египтом. Он создал поколение вирусологов, которые заняли ключевые посты во всех исследовательских и медицинских учреждениях Израиля. Голдблюм был лауреатом премии в области медицины и гигиены от муниципалитета Тель-Авива за 1960 — 1961 гг  В 1988 году он получил Премию Израиля в области наук о жизни.

## Семья
Его сын — профессор Амирам Гольдблюм, профессор фармацевтической химии в Еврейском университете и один из основателей движения «Шалом ахшав».